# Barkaröby
Barkaröby är en bebyggelse strax söder om Västerås-Barkarö i Västerås-Barkarö socken i Västerås kommun, Västmanland. Vid SCB:s ortsavgränsningar mellan 2015 och 2020 klassades bebyggelsen som en del av tätorten Barkarö, för att vid avgränsningen 2020 klassas som separerad och bildande en småort för att 2023 åter klassas som del av tätorten.